# Lista cetățenilor de onoare ai municipiului București
Titlul Cetățean de Onoare al Bucureștiului este cea mai înaltă distincție civică, care recompensează talentul și contribuțiile speciale ale unei persoane, române sau străine, acordate de Consiliul General al București. Titlul se acordă, după caz, la inițiativa Primarului General sau a membrilor Consiliului General al Municipiului București. Prima persoană recompensată cu această distincție a fost soprana Mariana Nicolesco în 1991.
| Anul | Imagine | Numele | Comentariu | Țară                                | Ref.  |
| ---- | ------- | --- | --- | ----------------------------------- | ----- |
| 1991 |         | Mariana Nicolesco (n. 1948) | Soprană și membră de onoare a Academiei Române, numită Artist UNESCO pentru Pace și Ambasador al Bunăvoinței UNESCO                                          | România                             | [ 2 ] |
| 1992 |         | George Emil Palade (1912–2008) | Medic și om de știință, distins cu Premiul Nobel pentru Fiziologie sau Medicină în 1974                                                                      | România/ Statele Unite              | [ 2 ] |
| 1992 |         | Viorica Cortez (n. 1935) | Mezzo-soprană | România/ Franța                     | [ 2 ] |
| 1992 |         | Ileana Cotrubaș (n. 1939) | Soprană | România                             | [ 2 ] |
| 1992 |         | Marina Krilovici (n. 1942) | Soprană | România                             | [ 2 ] |
| 1992 |         | Ionel Pantea | Solist de operă și regizor de scenă, distins cu Ordinul de Merit al Marelui Ducat al Luxemburgului                                                           | România                             | [ 2 ] |
| 1994 |         | Echipa națională de fotbal, antrenori, medic și președinte al Federației Române de Fotbal | Sfertfinalistă la Campionatul Mondial de Fotbal 1994 | România                             | [ 2 ] |
| 1994 |         | Nadia Comăneci (n. 1961) | Gimnastă, prima gimnastă care a obținut nota 10 la un eveniment olimpic și prima sportivă română inclusă în International Gymnastics Hall of Fame            | România/ Statele Unite              | [ 2 ] |
| 1995 |         | Ion Irimescu (1903–2005) | Sculptor, profesor și membru de onoare al Academiei Române                                                                                                   | România                             | [ 2 ] |
| 1995 |         | Cavalerii Ordinului Mihai Viteazul | | România                             | [ 2 ] |
| 1996 |         | Paul Călinescu (1902–2000) | Regizor și scenarist | România                             | [ 2 ] |
| 1996 |         | Marin Sorescu (1936–1996) | Scriitor și ministru al Culturii (1993–1995), membru al Academiei Române și laureat al Premiului Herder                                                      | România                             | [ 2 ] |
| 1997 |         | Pierre Mauroy (1928–2013) | Primar al orașului Lille (1973–2001) și prim-ministru al Franței (1981–1984)                                                                                 | Franța                              | [ 2 ] |
| 1997 |         | Ion Voicu (1923–1997) | Violonist și director al Filarmonicii „George Enescu” din București                                                                                          | România                             | [ 2 ] |
| 1997 |         | Dumitrașcu Lăcătușu (1891–1999) | Ultimul veteran român din Primul Război Mondial | România                             | [ 2 ] |
| 1997 |         | Livia S. Sylva | Supraviețuitor al Holocaustului, designer cosmetic și comisar al Comisiei pentru Organizația Națiunilor Unite din New York, Corpul Consular și Protocol      | România/ Statele Unite ale Americii | [ 2 ] |
| 1997 |         | Bill Clinton (n. 1946) | Președintele Statelor Unite ale Americii (1993–2001) | Statele Unite ale Americii          | [ 2 ] |
| 1997 |         | Jacques Chirac (n. 1932) | Președintele Franței (1995–2007) | Franța                              | [ 2 ] |
| 1997 |         | Gabriela Szabo (n. 1975) | Atlet olimpic și ministru al tineretului și sportului (2014-2015), desemnat în 1999 cel mai bun atlet din lume                                               | România                             | [ 2 ] |
| 1997 |         | Nicolae Herlea (1927–2014) | Bariton | România                             | [ 2 ] |
| 1998 |         | Liviu Ciulei (1923–2011) | Regizor, actor, scenograf, arhitect, profesor și membru corespondent al Academiei Române                                                                     | România                             | [ 2 ] |
| 1998 |         | Nursultan Nazarbayev (n. 1940) | Președintele Kazahstanului (24 apr. 1990- 20 mar. 2019) | Kazakhstan                          | [ 2 ] |
| 2000 |         | Medaliați cu aur, argint și bronz la Jocurile Olimpice de vară din 2000 | | România                             | [ 2 ] |
| 2001 |         | Migry Avram Nicolau | Regizor de scenă | România                             | [ 2 ] |
| 2001 |         | Tiberiu Simionescu | Membru fondator al Teatrului Național de Operetă și Musical Ion Dacian                                                                                       | România                             | [ 2 ] |
| 2001 |         | Nicolae Ionescu-Dodo | Membru fondator al Teatrului Național de Operetă și Musical Ion Dacian                                                                                       | România                             | [ 2 ] |
| 2001 |         | George Zaharescu (1927–2007) | Director de operă, director al Teatrului Național de Operetă și Musical "Ion Dacian"                                                                         | România                             | [ 2 ] |
| 2001 |         | Iolanda Balaș (1936–2016) | Atlet olimpic, președinte al Romanian Athletics Federation (1988–2005)                                                                                       | România                             | [ 2 ] |
| 2001 |         | Radu Beligan (1918–2016) | Actor și membru de onoare al Academiei Române | România                             | [ 2 ] |
| 2001 |         | Gheorghe Dinică (1934–2009) | Actor | România                             | [ 2 ] |
| 2001 |         | Marin Moraru (1937–2016) | Actor și profesor | România                             | [ 2 ] |
| 2001 |         | Tamara Buciuceanu (1929-2019) | Actriță | Moldova/ România                    | [ 2 ] |
| 2001 |         | Carmen Stănescu (1925–2018) | Actriță | România                             | [ 2 ] |
| 2001 |         | Damian Crâșmaru (1931-2019) | Actor | România                             | [ 2 ] |
| 2001 |         | Mircea Albulescu (1934–2016) | Actor, profesor, publicist, poet și scriitor | România                             | [ 2 ] |
| 2001 |         | Olga Tudorache (1929–2017) | Actriță și profesor | România                             | [ 2 ] |
| 2001 |         | Marcela Rusu (1926–2002) | Actriță | România                             | [ 2 ] |
| 2001 |         | Ion Zamfirescu (1907–2001) | Istoric și profesor de teatru | România                             | [ 2 ] |
| 2001 |         | Ileana Berlogea (1931–2002) | Istoric de teatru, profesor și critic | România                             | [ 2 ] |
| 2001 |         | Ion Toboșaru (1930–2016) | Critic de film, estetician și teatrolog | Romania                             | [ 2 ] |
| 2001 |         | Horea Popescu (1925–2010) | Regizor | Romania                             | [ 2 ] |
| 2001 |         | Margareta Niculescu (n. 1926) | Marionetist, profesor, regizor și regizor de teatru | Romania                             | [ 2 ] |
| 2001 |         | Dinu Săraru (n. 1932) | Regizor de teatru, dramaturg, eseist, publicist, romancier și scriitor                                                                                       | Romania                             | [ 2 ] |
| 2001 |         | Ștefan Iordache (1941–2008) | Actor | Romania                             | [ 2 ] |
| 2001 |         | Dan Iordăchescu (1930–2015) | Bariton | Romania                             | [ 2 ] |
| 2001 |         | Adela Mărculescu (n. 1938) | Actriță | Romania                             | [ 2 ] |
| 2001 |         | Draga Olteanu Matei (1933-2020) | Actriță | Romania                             | [ 2 ] |
| 2001 |         | Ludovic Spiess (1938–2006) | Tenor, Ministru al Culturii (1991–1992) și director al Operei Naționale Române (2001–2005)                                                                   | Romania                             | [ 2 ] |
| 2001 |         | Florin Piersic (n. 1936) | Actor | România                             | [ 2 ] |
| 2001 |         | Gheorghe Zamfir (n. 1941) | Muzician și compozitor, auto-descris "maestru al naiului" | România                             | [ 2 ] |
| 2001 |         | Veta Biriș (n. 1949) | Cântăreață de muzică populară | România                             | [ 2 ] |
| 2001 |         | Achim Nica (1930–2012) | Cântăreț de muzică populară | România                             | [ 2 ] |
| 2001 |         | Maria Butaciu (1940–2018) | Cântăreață de muzică populară | România                             | [ 2 ] |
| 2001 |         | Sava Negrean Brudașcu (n. 1947) | Cântăreață de muzică populară | România                             | [ 2 ] |
| 2001 |         | Floarea Calotă (n. 1956) | Cântăreață de muzică populară | România                             | [ 2 ] |
| 2001 |         | Matilda Pascal Cojocărița (n. 1958) | Cântăreață de muzică populară | România                             | [ 2 ] |
| 2001 |         | Liviu Dafinescu (1954–2004) | Directorul Ansamblului Folcloric Doina Gorjului (1994–2004)                                                                                                  | România                             | [ 2 ] |
| 2001 |         | Valeria Peter Predescu (1947–2009) | Cântăreață de muzică populară | România                             | [ 2 ] |
| 2001 |         | Dumitru Fărcaș (n. 1938) | Interpret din taragot | România                             | [ 2 ] |
| 2001 |         | Benone Sinulescu (n. 1937) | Cântăreț de muzică populară | România                             | [ 2 ] |
| 2001 |         | Viorica Flintașu (n. 1939) | Cântăreață de muzică populară | România                             | [ 2 ] |
| 2001 |         | Elise Stan | Producător TV | România                             | [ 2 ] |
| 2001 |         | Nicolae Furdui Iancu (n. 1955) | Cântăreț de muzică populară | România                             | [ 2 ] |
| 2001 |         | Floarea Tănăsescu | Cântăreață de muzică populară | România                             | [ 2 ] |
| 2001 |         | Laura Lavric (n. 1946) | Cântăreață de muzică populară | România                             | [ 2 ] |
| 2001 |         | Gheorghe Turda (n. 1948) | Cântăreț de muzică populară | România                             | [ 2 ] |
| 2001 |         | Grigore Leșe (n. 1954) | Cântăreț de muzică populară din fagot | România                             | [ 2 ] |
| 2001 |         | Liviu Vasilică (1950–2004) | Cântăreț de muzică populară și medic pediatru | România                             | [ 2 ] |
| 2001 |         | Ion Luican (1907–1992) | Cântăreț de muzică populară | România                             | [ 2 ] |
| 2001 |         | Sofia Vicoveanca (n. 1941) | Cântăreață de muzică populară, poetă și actriță | România                             | [ 2 ] |
| 2005 |         | Stela Popescu (1935–2017) | Actriță | Moldova/ România                    | [ 2 ] |
| 2006 |         | Cristian Gațu (n. 1945) | Handbalist olimpic și președinte al Federației Române de handbal1996–2014)                                                                                   | România                             | [ 2 ] |
| 2006 |         | Marcel Guguianu (1922–2012) | Sculptor | România                             | [ 2 ] |
| 2006 |         | David Esrig (n. 1935) | Profesor și director de teatru | Israel/ România                     | [ 2 ] |
| 2007 |         | Lucian Giurchescu (n. 1930) | Director | România                             | [ 2 ] |
| 2007 |         | Tudor Petrov-Popa (n. 1963) | Politician, luptător pentru integritatea teritorială a Moldovei în timpul Războiul din Transnistria                                                          | Moldova                             | [ 2 ] |
| 2007 |         | Andrei Ivanțoc (n. 1961) | Politician, luptător pentru integritatea teritorială a Moldovei în timpul Războiul transnistrean și prizonierul politic al regimului separatist din Tiraspol | Moldova                             | [ 2 ] |
| 2007 |         | Alexandru Leșco (n. 1955) | Politician, luptător pentru integritatea teritorială a Moldovei în timpul Războiul din Transnistria                                                          | Moldova                             | [ 2 ] |
| 2008 |         | Rică Răducanu (n. 1946) | Fotbalist, a jucat în Echipa națională de fotbal a României la Campionatul Mondial de Fotbal 1970                                                            | România                             | [ 2 ] |
| 2009 |         | Horia Damian (1922–2012) | Pictor și membru de onoare al Academiei Române | România/ Franța                     | [ 2 ] |
| 2014 |         | Larisa Iordache (n. 1996) | Gimnastă olimpică | România                             | [ 2 ] |
| 2016 |         | Maria Popa | Profesor | România                             | [ 2 ] |
| 2016 |         | Neagu Djuvara (1916–2018) | Istoric, diplomat, filosof, jurnalist și romancier | România                             | [ 2 ] |
| 2016 |         | Membrii echipei de handbal feminin – CSM București: Jelena Grubišić, Mayssa Pessoa, Alina Iordache, Fernanda da Silva, Iulia Curea, Maria Fisker, Linnea Torstenson, Aurelia Brădeanu, Bianca Bazaliu, Ana Paula Rodrigues, Isabelle Gulldén, Line Jørgensen, Cristina Vărzaru, Carmen Martín, Oana Manea, Ekaterina Vetkova, Cristina Nan, Elena Nicula, Kim Rasmussen, Adrian Vasile, Rasmus Rygaard Poulsen, Linus Persson | Câștigătoare a Ligii Campionilor EHF Feminin 2015-2016 | România                             | [ 2 ] |
| 2016 |         | Membrii echipei de volei feminin – CSM București: Roxana Denisa Bacșiș, Giulia Pincerato, Jasna Majstorović, Georgiana Faleș, Laura Pihlajamäki, Jole Ruzzini, Diana Tătaru, Mihaela Ozun, Adina Maria Roșca, Diana-Dora Cărbuneanu, Tamara Sušić, Florentina Ivanciu, Maria Karakașeva, François Salvagni, Marius Vasile Măcicășan, Francesco Cadeddu                                                                        | Câștigătoarea Cupei CEV Women's Challenge 2015-2016 | România                             | [ 2 ] |
| 2016 |         | Membrii echipei de sabie a României: Ana Maria Popescu, Simona Gherman, Simona Pop, Loredana Dinu, George Epurescu | Medaliată cu aur la Jocurile Olimpice de vară din 2016 | România                             | [ 2 ] |
| 2017 |         | Cristian Țopescu (1937–2018) | Comentator sportiv, jurnalist și politician | România                             | [ 2 ] |
| 2017 |         | Dinu C. Giurescu (1927–2018) | Istoric, politician și membru al Academiei Române | România                             | [ 2 ] |
| 2017 |         | Herman Berkovits (n. 1947) | medicul personal al lui Beniamin Netaniahu și consilierul onorific al lui Viorica Dăncilă                                                                    | România/ Israel                     | [ 2 ] |
| 2017 |         | Cătălin Badiu | Chirurg cardiovascular | România                             | [ 2 ] |
| 2017 |         | Cătălina Ponor (n. 1987) | Gimnastă olimpică | România                             | [ 2 ] |
| 2017 |         | Marian Drăgulescu (n. 1980) | Gimnast olimpic | România                             | [ 2 ] |
| 2017 |         | Ileana Vulpescu (n. 1932) | Filolog, lexicograf, scriitor, romancier și traducător | România                             | [ 2 ] |
| 2017 |         | Alexandru Arșinel (n. 1939) | Actor și regizor al Teatrului de revistă „Constantin Tănase”                                                                                                 | România                             | [ 2 ] |
| 2017 |         | Ilie Ilașcu (n. 1952) | Politician și prizonier politic al regimului separatist din Tiraspol                                                                                         | Moldova/ România                    | [ 2 ] |
| 2017 |         | Mircea Lucescu (n. 1945) | Fotbalist și selectioner al echipelor naționale de fotbal ale României și Turciei                                                                            | România                             | [ 2 ] |
| 2017 |         | Cristina Neagu (n. 1988) | Handbalistă profesionistă, singura handbalistă din istorie care a câștigat trei Premii IHF World Player of the Year                                          | România                             | [ 2 ] |
| 2017 |         | Angela Gheorghiu (n. 1965) | Soprană, una dintre cele mai faimoase cântărețe de operă din lume                                                                                            | România                             | [ 2 ] |
| 2017 |         | Alexandra Nechita (n. 1985) | Pictor și muralist, supranumit "micul Picasso" | România/ Statele Unite              | [ 2 ] |
| 2017 |         | Simona Halep (n. 1991) | Jucătoare profesionistă de tenis, prima jucătoare română care a devenit no. 1 mondial în wta Tour                                                            | România                             | [ 2 ] |
| 2017 |         | Ion Caramitru (1942-2021) | Actor, ministru al Culturii (1996–2000), președinte al UNITER (1990–prezent) și director al Teatrului Național Ion Luca Caragiale (2005–prezent)             | România                             | [ 2 ] |
| 2017 |         | Helmuth Duckadam (n. 1959) | Fotbalist și președinte al FC Steaua București | România                             | [ 2 ] |
| 2017 |         | Dorin Petruț | Locotenent-colonel rănit în Tabăra Victoriei în 2007 și arcaș profesionist                                                                                   | România                             | [ 2 ] |
| 2017 |         | Daniel Porumb (n. 1980) | Sergent rănit în Irak în aprilie 2007 | România                             | [ 2 ] |
| 2017 |         | Eugen Valentin Pătru | Caporal rănit în Afganistan în martie 2014 | România                             | [ 2 ] |